# Sint-Gangolfkerk (Münchenlohra)
De Sint-Gangolfkerk is een romaanse kloosterkerk in Münchenlohra, een dorp in de gemeente Großlohra in het noorden van Thüringen.

## Geschiedenis
Het klooster van Lohra werd rond 1170 door de graaf van Lohra in de nabijheid van diens burcht gesticht en gewijd aan de heilige Gangolf. Het klooster werd bewoond door Benedictijnen en Augustijner koorvrouwen. Tezelfdertijd ontstond ook de romaanse kloosterkerk.
Na de reformatie werd het klooster in 1546 geseculariseerd, waarna het complex en de kerk langzaam vervielen. In 1590 kocht de adellijke familie Von Gladebeck uit de buurt van Northeim het voormalige klooster aan, die de meeste nevengebouwen liet slopen. Alleen de kerk bleef bewaard en werd in 1666 gerenoveerd. Nadat de familie Von Gladebeck in 1701 uitstierf gingen de kloostergoederen over in de handen van de staatsdomeinen. Vanaf 1815 was het Pruisisch staatsbezit.
In 1732 werd een toren van de kerk afgebroken, iets later volgde de tweede toren en de westelijke apsis, de zijschepen en de nevenabsissen. In het resterende deel (het hoofdschip met het transept) richtte men de dorpskerk voor Münchenlohra in. Aan de kerk werden hokken en schuren aangebouwd. In 1845 kwam de conservator Ferdinand von Quast naar Münchenlohra en moedigde de reconstructie van de kerk aan zoals ze voor de afbraak was. Het was de Duitse architect Carl Schäfer die dit in de periode 1882-1885 uitvoerde en het kerkgebouw zoveel mogelijk in de historische toestand herstelde. In de periode 1951-1957 werd de kerk nogmaals grondig gerestaureerd. In de jaren 1990 werden de problemen met de ondergrond verholpen door middel van het aanbrengen van staalankers en een nieuwe fundering.

## Beschrijving

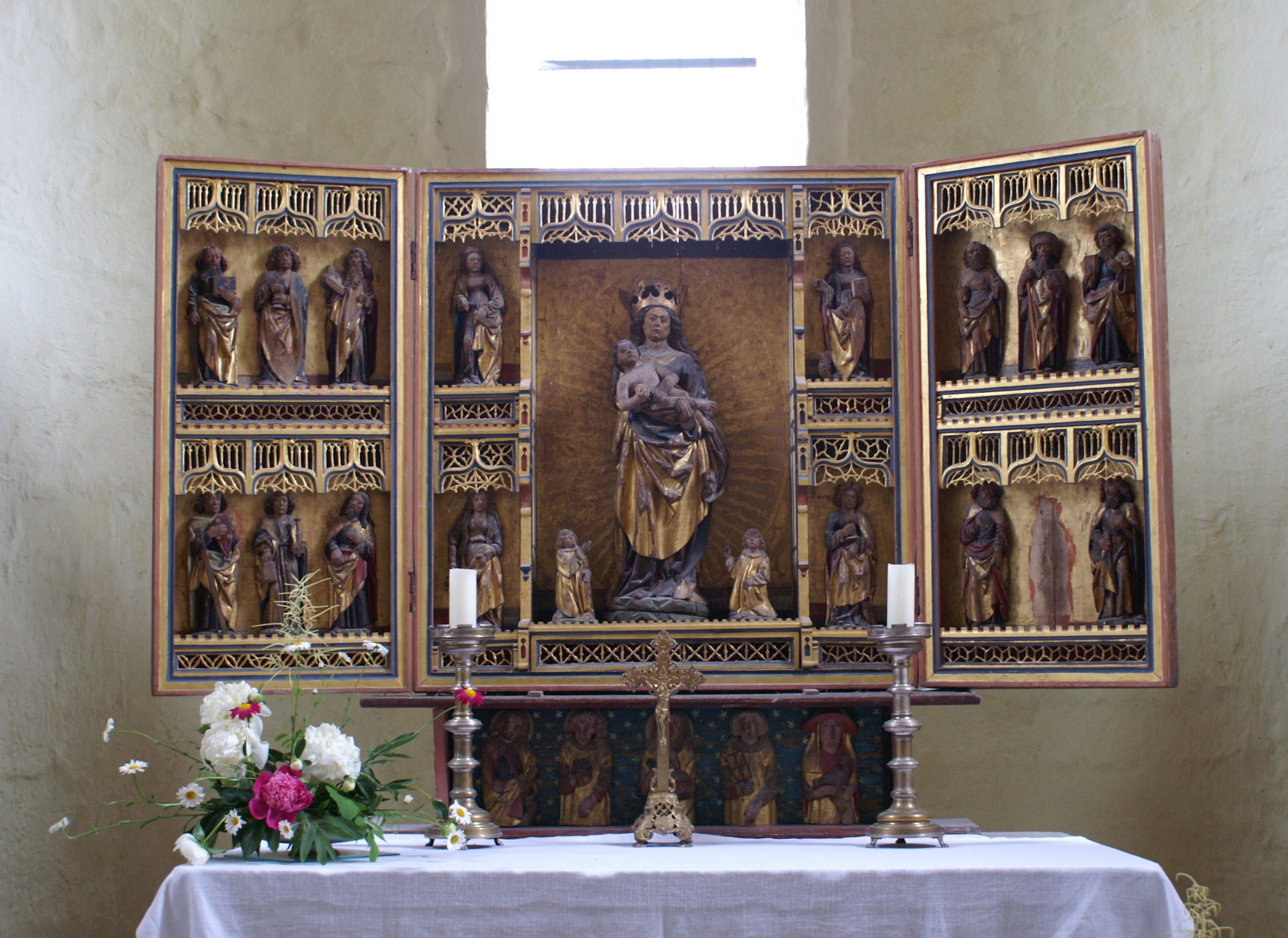
Maria-altaar

De kerk is sinds de reconstructie weer een drieschepige basiliek in kruisvorm met een westwerk met twee torens. Het koor en de beide armen van het transept sluiten met apsissen. Onder het westwerk bevindt zich een ruimte crypte.
In de apsis van het koor bevindt zich het gotische Maria-altaar. Het ontstond tussen 1510 en 1515 en stamt oorspronkelijk uit de niet meer bestaande kerk van Karritz en kwam pas in 1957 naar Münchenlohra. Voordien stond het altaar opgesteld in de dom van Stendal.
Het doopvont dateert uit de 15e eeuw.
De beide klokken van de kerk bevinden zich in het westwerk tussen de torens. De kleinere klok werd in 1894 door Peter Schilling in Apolda gegoten; de grotere van 700 kg. is de oudste en stamt uit de verwoeste kerk van het in verband met de bruinkoolwinning afgegraven dorp Großkayna (Saksen-Anhalt) en werd al in 1316 gegoten.

## Orgel
Het orgel werd in 1853 gebouwd door de orgelbouwer Gottlieb Knauf uit Bleicherode.